# Lello Capaldo
Lello (Pasquale) Capaldo (Napoli, 10 marzo 1925 – Napoli, 17 febbraio 2007) è stato un naturalista italiano.
Biologo ed esponente dell’ambientalismo campano, discendente da una nota famiglia originaria di Bisaccia (AV) e nipote diretto per parte di madre di Achille Visocchi, sposò Gemma Scarano, sorella del celebre genetista Eduardo Scarano, da cui ebbe tre figli: Marilena, Francesco e Antonella.

## Biografia
Dagli anni 50 del ‘900 inizia la sua attività di ricerca presso l’Istituto di Zoologia dell’Università di Napoli, diretto dal professore Mario Salfi, partecipando a varie campagne entomologiche nel mezzogiorno d’Italia.
Successivamente continuò a lavorare per alcuni anni in ambito zoologico presso la Stazione Zoologica di Napoli, dedicandosi a numerose ricerche sul campo. Dal 28 dicembre 1951 divenne socio della Società dei Naturalisti in Napoli.
Per qualche anno amministrò anche le Cartiere Visocchi-Arata di Ceprano e, successivamente, la s.r.l. S.V.A concessionaria Fiat, in Napoli, entrambe di proprietà della famiglia. 
Nel 1961 fu chiamato presso i servizi giornalistici della RAI per svolgervi attività registica, smessa solo all’età di 65 anni. 
Sin dagli anni 50 iniziò la sua attività di ambientalista entrando nel direttivo di Italia Nostra. Successivamente fondò la Delegazione Campana del WWF (World Wildelife Fund) di cui fu anche membro del Consiglio Direttivo Nazionale, collaborando con la Commissione Nazionale per la tutela dell’ambiente e delle sue risorse istituita dal CNR e di cui fu presidente il prof. Giuseppe Montalenti.
Sempre per il WWF fondò le sezioni territoriali della Campania grazie alle quali l'organizzazione divenne la principale associazione ambientalista regionale. Agli inizi degli anni Settanta stilò un elenco delle aree naturali campane da proteggere. Solo nel 2012 la Regione Campania ha istituito parchi, riserve naturali, oasi nazionali e regionali sulla base degli elenchi di aree di interesse naturalistico individuate da Capaldo molti anni prima. Il Vesuvio  e il Cilento entrarono nei Parchi Nazionali. Un particolare impegno lo profuse per la istituzione dell’area marina protetta di Punta Campanella e per i Monti Picentini.
Lello Capaldo ha lottato fin dal suo impegno giovanile contro i danni ambientali causati dalla Italsider di Bagnoli, la Cementir, l'Eternit fino alla Mobil della zona Orientale di Napoli così come per la tutela del lago d'Averno. Il suo impegno fu speso validamente anche nella tutela igienico-sanitaria della conurbazione di Casoria. Si spese  a lungo contro i rifiuti e le discariche, per la tutela del patrimonio idrico, contro il nucleare e contro l’abusivismo edilizio (Astroni, Camaldoli, Fuenti, Vivara, Monti Alburni), subendo anche un attentato per il suo impegno in campo ambientale. Alle sue battaglie si deve la limitazione dell'inquinamento acustico nell'area urbana di Napoli. Molti furono gli scontri con le Istituzioni pubbliche ma anche i successi come nel caso dell’isola di Vivara, dove contribuì, con Giorgio Punzo e Giovanni Lubrano di Ricco, in modo decisivo alla sua integrità, impedendo che negli anni 70 del secolo scorso fosse ceduta ad una società privata che voleva realizzare in quel sito un villaggio turistico.

## Attività di ricerca
Nel settore più strettamente scientifico, precisamente nel campo della zooarcheologia è stato autore e coautore, di numerosi lavori pubblicati negli atti di vari convegni o da prestigiose riviste, come Rivista di studi pompeiani, Napoli Nobilissima e molte altre. Collaborò con Annamaria Ciarallo alla realizzazione dell’Antiquarium di Boscoreale dedicato al rapporto tra uomo e natura in epoca romana.
Oltre ad aver svolto la sua attività per la Rai-Radiotelevisione Italiana, ed aver partecipato a diversi interventi divulgativi nell’ambito della tutela dell’ambiente (attività durata all’incirca 30 anni a partire dal 1972), Lello Capaldo, attraverso la sua esperienza in merito agli studi naturalistici, ha affrontato diverse problematiche di varia natura testimoniate in numerosi libri.
Negli ultimi anni si occupò, con la collaborazione di Annamaria Ciarallo, della storia di Federico II di Svevia individuando nel “monito dei morti”, un affresco nella chiesa rupestre di Melfi dedicata a Santa Margherita, il ritratto dell’Imperatore e della sua famiglia.

## Riconoscimenti
Il WWF ha dedicato a Lello Capaldo la sala principale della sede della Riserva degli Astroni. La Società dei Naturalisti in Napoli ha dedicato a Lello Capaldo un fondo librario, donazione degli eredi, nella propria storica biblioteca.

## Pubblicazioni
Libri e contributi in libri (elenco parziale)
- Giacomo Buonomo, Lello Capaldo, Antonio Jannelli, Centrali nucleari: val la pena costruirle?. Napoli, Bruno, 1975.
- Lello Capaldo, Annamaria Ciarallo, Orti e giardini del quadro urbano. In: Roberto Pane, Seicento napoletano: arte, costume e ambiente. Milano, Edizioni di Comunità, pp 142-157, 1984
- Annamaria Ciarallo, Lello Capaldo, Viaggio nel Regno di Napoli - Note e commento al "Viaggio in alcuni luoghi della Basilicata e della Calabria Citeriore" di L. Petagna, G. Terrone, M. Tenore, pubblicato a Napoli nel 1827. Napoli, Sergio Civita, 1988.
- Lello Capaldo, Annamaria Ciarallo, Giulio Pane, Il paesaggio del Sud, itinerari imprevisti in Campania. Napoli, Guida, 1989.
- Lello Capaldo Schede in AAVV, Rediscovering Pompeii. "L'erma£ di Bretschneider, 1990.
- Lello Capaldo: note faunistiche. In Annamaria Ciarallo, Orti e giardini della antica Pompei. Napoli, Fausto Fiorentino, 1992.
- Lello Capaldo, Annamaria Ciarallo, Lucania: storie di terra, di cielo, di acque. Napoli, Fiorentino, 1993.
- A. Ciarallo, L. Capaldo, Federico II a Melfi: ritrovato il vero volto dell’Imperatore. Napoli, Procaccini, 1994.
- Lello Capaldo, Misteri svelati: immagini, forme e riti misteriosi a Pompei, Paestum e in Magna Grecia. Napoli, Fausto Fiorentino, 1994.
- L. Capaldo, Federico II a Melfi. in: AAVV Federico II e Bisaccia. Circolo "La Torre", pp.39-50, 1995.
- Annamaria Ciarallo, Lello Capaldo, Viaggio al Vulture. Commento al diario di viaggio di Tenore e Gussone (1838). Venosa, Osanna, 1995.

Articoli scientifici e altri scritti (elenco parziale)
- L. Capaldo, Vecchie e nuove idee sull'orientamento del colombo viaggiatore. Proposta di nuovi esperimenti. Lo Sport Colombofilo Napoletano, 1, 3-9, 1959.
- L. Capaldo, su la navigazione dei colombi viaggiatori. Lettera a Le Scienze (ed. italiana di Scientific American), 83, 2, 1975.
- L. Capaldo, sull'origine del nome di Ischia. Napoli Nobilissima, 18: 195-196, 1978.
- L. Argo, L. Capaldo, Gli Astroni nei Campi Flegrei. Beni culturali, 30: 63-66, 1981.
- L. Capaldo, Vivara: un'isola deserta nel Golfo di Napoli. Beni culturali, 30: 67-72, 1981.
- L. Capaldo, Qui il tempo si è fermato. Gli itinerari del sogno/Bali, Il Mattino illustrato speciale 27/6/1981, 15-17, 1981.
- L. Capaldo, Un vulcano scomparso: la montagnella di S. Teresa nella piana di Bagnoli. Napoli Nobilissima, 23: 152-154, 1984.
- L. Capaldo, A. Ciarallo, Mito e realtà Mofeta di Ansanto. Napoli Nobilissima, 23: 156-160, 1984.
- A. Ciarallo, L. Capaldo, Roscigno Vecchia. Napoli Nobilissima, 23: 212-215, 1984.
- L. Capaldo, Sommersi dall'immondizia. Napoli Nobilissima, 25: 82-84, 1986.
- L. Capaldo, A. Ciarallo, Un paesaggio del Regno di Napoli visto da Michele Tenore e compagni nel 1826. Napoli Nobilissima, 24: 204-221, 1985 e 25: 45-51;128-136; 190-208, 1986.
- L. Capaldo, Cave cavem. SOS ambiente, 1: 4-5, 1986.
- L. Capaldo, La Grande speranza. SOS ambiente, 1: 22-23, 1986.
- L. Capaldo, Con quale diritto! SOS ambiente, 2: 4-6, 1986.
- L. Capaldo, P. Dohrn, R. Pane: Lettera aperta al Presidente della Giunta Regionale della Campania (Campi Flegrei). Rassegna ANIAI Campania. 13. (3) 1987.
- A. Ciarallo, L. Capaldo: Il drago di Gannano oltre la leggenda. Basilicata, 30: 38-41, 1988.
- L. Capaldo, U. Moncharmont, Animali di ambiente marino in due mosaici pompeiani. 3: 53-68, 1989.
- L. Capaldo, Le malerbe di Pompei. L'illustrazione italiana, 75-76: 96, 1990.
- A. Ciarallo, L. Capaldo, Roberto Pane e la Natura. Napoli Nobilissima, 29: 45-51, 1990.
- L. Capaldo, A. Ciarallo, G. Pane, R. Pane, Campania sconosciuta: paesaggio e ambiente nelle immagini di Roberto Pane. Regione Campania, 1990.
- L. Capaldo, A. Ciarallo, Romagnano al monte. Itinerario, VII (4-5): 92-94, 1991.
- L. Capaldo, Un naturalista a Pompei. Itinerario, VII(9): 78-81, 1991.
- L. Capaldo, A. Ciarallo: il mulino vive ancora. Itinerario, VII(10): 120-122, 1991.
- L. Capaldo, V. Caputo, Figure zoomorfe nel Battistero di S. Giovanni in fonte a Napoli. Napoli Nobilissima, 31: 23-30, 1992.
- L. Capaldo, una riscoperta archeologica. Napoli Nobilissima, 31: 176-178, 1992.
- L. Capaldo L., A. Ciarallo A., A. Genovese, Biotopi dell’area vesuviana. Atti I Conv.Intern. Parchi e Giardini Storici, Parchi Letterari. 185-188. 1993.
- L. Capaldo, A. Ciarallo, E. Gallo, A. Genovese, C. Mazza, Stato dell’urbanizzazione e del degrado vesuviano. Atti I Conv.Intern. Parchi e Giardini Storici, Parchi Letterari. 191-194. 1993.
- L. Capaldo, A. Ciarallo, E. Gallo, A. Genovese, C. Mazza, Il Parco Nazionale del Vesuvio. Una proposta di zonizzazione territoriale. Atti I Conv.Intern. Parchi e Giardini Storici, Parchi Letterari. 199203. 1993.
- L. Capaldo, La gestione del patrimonio idrico. Oltre, 1/94, 20-24, 1994.
- L. Capaldo, A. Ciarallo, A. Genovese, Il Parco del Vesuvio, nuovi contributi. Rassegna ANIAI Campania. 19-24. (1) 1994.
- A. Ciarallo, L. Capaldo, Federico II a Melfi. Oltre, 15-24, 3/1995.
- L. Capaldo, Memorie di un ecologista. Oltre, 4/95, 25-29, 1995.
- L. Capaldo, Contributo per una lettura simbolica di Castel Del Monte. Napoli Nobilissima, 34: 203-208, 1995.
- T. Cocca, R. Lorizio, L. Capaldo, A. Calamo, A. Genovese, Gli equidi rinvenuti nella stalla della casa dei “Casti Amanti” in Pompei. Poster presentato al Workshop dell’A.I.Ar. (Associazione Italiana di Archeometria). Pompei, 23.10.1996.
- Genovese, J. Richardson, T. Cocca, A. Calamo, L. Capaldo, Gli equidi conservati nel deposito di “Terme del Sarno” in Pompei. Poster presentato al Workshop dell’A.I.Ar. (Associazione Italiana di Archeometria). Pompei, 23.10.1996.
- L. Capaldo, Federico II di Svevia e Castel del Monte: un binomio inseparabile. Oltre, 13-24, 1996.
- A. Ciarallo, L. Capaldo, L'incontro con Federico II e la sua famiglia: Il vero volto dell'imperatore. In: Il trionfo della morte e le danze macabre -  atti del VI Convegno Internazionale tenutosi in Clusone dal 19 al 21 agosto 1994, 515-535, 1997.
- A. Ciarallo, L. Capaldo: Friedrich II in Melfi: Neue, überarbeitete und ergänzte Ausgabe. 1997.
- L. Capaldo, Castel del Monte und Friedrich II. von Hohenstaufen - eine untrennbare Einheit. Kunst im Reich Kaiser Friedrichs II. von Hohenstaufen, 2 Bde., Bd.2, Akten des 2. Internationalen K, 197-210, 1997
- Genovese A., Richardson J., T. Cocca, A. Calamo, L. Capaldo, A first study on the zoological findings of the “Terme del Sarno” store in Pompei: the equids. Proc. I Intern. Congr. on “Sc. and Techn. Safeg. cultural heritage in the Mediterranean basin”, 1573-1576, 1998.
- T. Cocca, R. Lorizio, L. Capaldo, A. Calamo, A. Genovese, The equids found in the “Casti Amanti” house stable in Pompei: First observations. Proc. I Intern. Congr. on “Science and Technology for the safeguard of cultural heritage in the Mediterranean basin”, 1577-1581, 1998.
- L. Capaldo, Il Trono di Federico II. Atti della Accademia Pontaniana, 47: 71-90, 1999.
- L. Capaldo, Un nuovo studio sulla cosiddetta fauna pompeiana. Natura e Montagna, XLVIII, 1: 46-54, 2001.